# Tony Hawk's Pro Skater 2
Tony Hawk's Pro Skater 2 (ook wel Tony Hawk's Pro Skater 2X op de Xbox) is het tweede deel uit de Tony Hawk computerspelserie.
De speler kan met tricks en combo's een steeds hogere score krijgen. Ook door reeksen tricks achter elkaar, aangezien de punten, verkregen door tricks uit te oefenen, vermenigvuldigen met de grootte van een combo. Nieuw aan dit deel is dat de speler de combo's langer kan maken, omdat de zogenoemde trick manual is toegevoegd. Een manual is met een skateboard over vlakke grond op achterwielen of voorwielen rijden. Bij de trick manual kan, vergeleken met het eerste deel uit de serie, nu ook vanuit landing in een halfpipe de combo doorgezet worden.

## Personages
- Tony Hawk
- Bob Burnquist
- Steve Caballero
- Kareem Campbell
- Rune Glifberg
- Eric Koston
- Bucky Lasek
- Rodney Mullen
- Chad Muska
- Andrew Reynolds
- Geoff Rowley
- Elissa Steamer
- Jamie Thomas
- Officer Dick (vrijspeelbaar personage)
- Private Carrera (vrijspeelbaar personage)
- Spider-Man (vrijspeelbaar personage)
- McSqueeb (Tony Hawk in jaren 80, vrijspeelbaar personage)

## Levels
- Hangar, Mullet Falls, MT
- School II, Southern CA
- Marseille, France
- NY City, New York
- Venice Beach, CA
- Skatestreet, Ventura, CA
- Philadelphia, PA
- Bullring, Mexico
- Skate Heaven, outer space (vrijspeelbaar)
- Chopper Drop, Hawaii (vrijspeelbaar)

In het level School II is de Carlsbad Gap te vinden.

## Soundtrack
1. Papa Roach - "Blood Brothers"
2. Anthrax Ft. Public Enemy - "Bring the Noize"
3. Rage Against the Machine - "Guerrilla Radio"
4. Naughty by Nature - "Pin the Tail on the Donkey"
5. Bad Religion - "You"
6. Powerman 5000 - "When Worlds Collide"
7. Millencolin - "No Cigar"
8. The High and Mighty Ft. Mos Def - "B-Boy Document '99"
9. Dub Pistols - "Cyclone"
10. Lagwagon - "May 16"
11. Styles of Beyond - "Subculture"
12. Consumed- "Heavy Metal Winner"
13. Fu Manchu - "Evil Eye"
14. Alley Life Ft. Black Planet - "Out With the Old"
15. Swingin' Utters - "Five Lessons Learned"

## Ontvangst
| Beoordeeld door               | Jaar | Platform    | Score |
| ----------------------------- | ---- | ----------- | ----- |
| Game industry News (GiN)      | 2000 | Dreamcast   | 100%  |
| Cheat Code Central            | 2000 | PlayStation | 100%  |
| Game Revolution               | 2000 | PlayStation | 100%  |
| Game industry News (GiN)      | 2000 | PlayStation | 100%  |
| Game Informer Magazine        | 2000 | PlayStation | 98%   |
| IGN                           | 2000 | PlayStation | 96%   |
| Svenska PlayStation Magasinet | 2000 | PlayStation | 90%   |
| Cincinnati Enquirer           | 2000 | PlayStation | 90%   |
| Jeuxvideo.com                 | 2000 | PlayStation | 85%   |
| Gamekult                      | 2000 | Windows     | 70%   |

Tony Hawk's Pro Skater HD, dat in de zomer van 2012 is uitgekomen en onderdelen van Tony Hawk's Pro Skater 2 bevat, heeft gemengde recensies gekregen en werd over het algemeen slechter ontvangen dan het origineel.

## Varia
Het spel is opgenomen in het boek 1001 Video Games You Must Play Before You Die van Tony Mott.